# Exochlorota brasiliensis
Exochlorota brasiliensis är en skalbaggsart som beskrevs av Soula 2002. Exochlorota brasiliensis ingår i släktet Exochlorota och familjen Rutelidae. Inga underarter finns listade i Catalogue of Life.